# Petros Stefanou

Bischofswappen von Petros Stefanou

Petros Stefanou (griechisch Πέτρος Στεφάνου, * 17. August 1963 in Ermoupoli, Syros) ist ein griechischer römisch-katholischer Geistlicher und emeritierter Bischof von Syros und Santorini sowie Apostolischer Administrator von Kreta.

## Leben
Petros Stefanou empfing am 15. Juli 1995 die Priesterweihe.
Papst Franziskus ernannte ihn am 13. Mai 2014 zum Bischof von Syros und Santorini sowie zum Apostolischen Administrator von Kreta. Am 2. Juli 2014 empfing Stefanou durch seinen Vorgänger Frangiskos Papamanolis OFMCap die Bischofsweihe; Mitkonsekratoren waren die Erzbischöfe Nikólaos Fóscolos (Athen) und Nikolaos Printesis (Naxos, Andros, Tinos und Mykonos).
Petros Stefanou ist Vorsitzender der römisch-katholischen Bischofskonferenz Griechenlands (Stand 2023).
Am 11. April 2025 nahm Papst Franziskus das vorzeitige Rücktrittsgesuch von Petros Stefanou an.